# Nyctocyrmata crotalopis
Nyctocyrmata crotalopis är en fjärilsart som beskrevs av Edward Meyrick 1921. Nyctocyrmata crotalopis ingår i släktet Nyctocyrmata och familjen äkta malar. Inga underarter finns listade i Catalogue of Life.